# São Martinho (Alvaredo)
Die Kirche São Martinho (portugiesisch Igreja de São Martinho) ist eine römisch-katholische Pfarrkirche in der portugiesischen Gemeinde Alvaredo. Die Kirche ist dem hl. Martin von Tours gewidmet.

## Geschichte
Ursprünglich wurde die Kirche als schlichter einschiffiger Bau auf kreuzförmigem Grundriss errichtet. In den frühen Morgenstunden des 20. Oktober 1939 stürzte die Kirche ein, wobei das Dach und Teile der Außenwände zerstört wurden.
Mit dem Wiederaufbau erhielt sie an der rechten Seite ein weiteres Schiff. Die Wiedereinweihung fand 1943 statt.
Koordinaten: 42° 5′ 41″ N, 8° 18′ 6″ W